# 카스가노 우라라
카스가노 우라라(일본어: 春日野 うらら, 한국명: 김초원)는 토에이 애니메이션 제작의 애니메이션《Yes! 프리큐어5 & Yes! 프리큐어5 GoGo!》에 등장하는 가공의 인물. 애니메이션에서 목소리를 연기한 성우는 일본판은 이세 마리야, 한국판은 이지현.

## 프로필
※ 일본판 / 한국판 順
| 카스가노 우라라 / 김초원 | 카스가노 우라라 / 김초원            |
| ------------------------ | ----------------------------------- |
| 성별                     | 여자                                |
| 신분                     | 학생                                |
| 소속                     | 생크 뤼미에르학원                   |
| 변신명                   | 큐어 레모네이드(Cure Lemonade)      |
| 상징색                   | 노란색                              |
| 상징속성                 | 섬광                                |
| 등장 프리큐어 시리즈     | Yes! 프리큐어5 Yes! 프리큐어5 GoGo! |

## 인물소개
생크 뤼미에르 학원 중등부 1학년생으로 유메하라 노조미의 후배.
여배우였던 일본인 어머니와 프랑스인 아버지 사이에서 태어난 혼혈아. 어릴 때 어머니를 병으로 여의고, 할아버지와 프랑스인 아버지와 함께 셋이서 살고 있다.
학교를 다니면서도 예능활동을 하고 있는 신인 아이돌이며 어머니와 같은 여배우를 목표로 하고 있다. "뛰어들어가! 용기의 문(とびっきり!勇気の扉)" 로 가수로 데뷔를 했으며, 이후 2번째 싱글 "트윈테일의 마법(ツインテールの魔法)" 을 발매한다.
항상 예의바르고 명랑한 한편 유메하라 노조미 못지않게 엉뚱한 면이 많이 보이는 성격으로, 때때로 자신만의 독특한 세계관을 가지고 행동하기도 하며, 노조미와 더불어 자주 나츠키 린의 츳코미 대상이 되기도 한다. 하지만 어릴 때부터 사회활동을 하고 있기에 굉장히 의젓하고 사고방식은 어른스럽다. 아이돌이라는 특징상 힘들어도 티를 내지않으며 항상 미소를 잃지 않는다.
몸집은 작지만, 노조미와 린에게도 뒤지지않을정도로 식욕이 왕성하고 그 중에서 카레를 특히 좋아하며, 어린시절 어머니가 해주신 카레에 대한 추억으로 모든 음식에 카레를 넣으려는 습관이 있다. 연예인 활동하면서도 학교 성적은 그럭저럭 좋은 편.
일 때문에 학교에서도 친구를 잘 만들지 못하고 항상 홀로 바깥에서 대본이나 들여다보며 완전히 고립되어 있었지만, 프리큐어의 인연을 시작으로 노조미와 친해져서 친구가 되었으며, 자신이 혼자가 아니라고 말해주었던 노조미를 구해주고 싶다는 강한 마음으로 핑키캐처를 얻어 상큼한 프리큐어 큐어 레모네이드로 각성한다.
노조미를 친언니처럼 매우 잘 따른다. 또한 아키모토 코마치와는 서로 장래의 꿈을 이야기하면서 친해지며, 2기 GoGo에서 새로 등장한 시럽과 꿈에 대한 대화를 나눈 계기로 사이가 가까워진다.

## 큐어 레모네이드
"상큼한 레몬의 향기, 큐어 레모네이드!" (はじけるレモンの香り、キュアレモネード!) 이미지 색은 노란색.
변신 후 복장의 기본 테마색은 노란색. 변신 전의 평범한 양갈래머리에서 고양이 귀같은 경단머리에 돌돌말린 특징적인 헤어스타일로 변화한다.
1기에서는 머리 장식을 하지 않았지만, 2기(GoGo!)에선 장미를 모티프로 한 머리 장식을 머리에 꽂고 있다. 가슴팍에 박힌 보석의 색깔은 노란색의 보색인 파란색.
복장의 디자인은 1기 2기모두 다른 프리큐어와 크게 다른데, 1기때는 스패츠가 노출되지 않는 풍성한 스커트였으나 2기에서는 스패츠는 보이지만 스커트의 프릴이 다른 프리큐어보다 더 많은 차이점이 있다.
전투 스타일은 주로 다른 멤버들의 공격을 지원하는 지원계이며, 단순 육탄전보다는 다소 곡예적인 공격을 하는 묘사가 보인다.
1기 필살기의 구호는 "상큼한 소녀의 향기! 자 받아라!" (輝く乙女のはじける力、受けてみなさい!)
필살기
- 프리큐어 레모네이드 플래시[5]
- 프리큐어 레모네이드 샤이닝
- 프리큐어 프리즘 체인

## 기타
- 한국판 성우인 성우 이지현은 이후 하트캐치 프리큐어!에서 요정 시프레와 적 간부인 다크 프리큐어를 연기하게 되며, 스마일 프리큐어!에서 큐어 뷰티를 연기한다.